# Herbert Queck
Herbert Queck (* 9. April 1925 in Johanngeorgenstadt; † 25. Februar 2011) war ein deutscher Skispringer und Dozent an der Deutschen Hochschule für Körperkultur.
Queck stammte aus Johanngeorgenstadt im sächsischen Erzgebirge, wo er auf der Hans-Heinz-Schanze erste Erfolge errang. Vom 11. bis 15. Februar 1949 nahm er an den 1. Wintersportmeisterschaften der Sowjetischen Besatzungszone 1949 in Oberhof teil und sprang von der Thüringenschanze, auf der er den 5. Platz belegte. 1952 wurde er als Mitglied der Kernmannschaft des DSLV Zweiter der DDR-Meisterschaft.
1953 stellte er mit 80 m den Schanzenrekord auf der Glück-Auf-Schanze auf, der nie gebrochen wurde. Nach dem Beenden seiner aktiven Laufbahn war er u. a. Dozent an der Deutschen Hochschule für Körperkultur und von 1959 bis 1984 als „Wintersport-Genosse“ Vorsitzender der Sektion Ski der SG Dynamo Johanngeorgenstadt. In diesen Funktionen erwarb er sich bleibende Verdienste um die Förderung des sportlichen Nachwuchses im Skispringen. Er gehörte zu den Mitautoren der 2008 erschienenen Festschrift 100 Jahre WSV 08 Johanngeorgenstadt.
Am 1. Januar 1962 vollführte er den Weihesprung auf der neuen Erzgebirgsschanze.
2009 gestaltete er mit Dietrich Hanitzsch eine Ausstellung über die Geschichte des WSV 08 Johanngeorgenstadt im bayerischen Burglengenfeld.